# Йохани, Андрус
Андрус Йохани (эст. Andrus Johani; 1906—1941) — эстонский и советский живописец, график.

## Биография

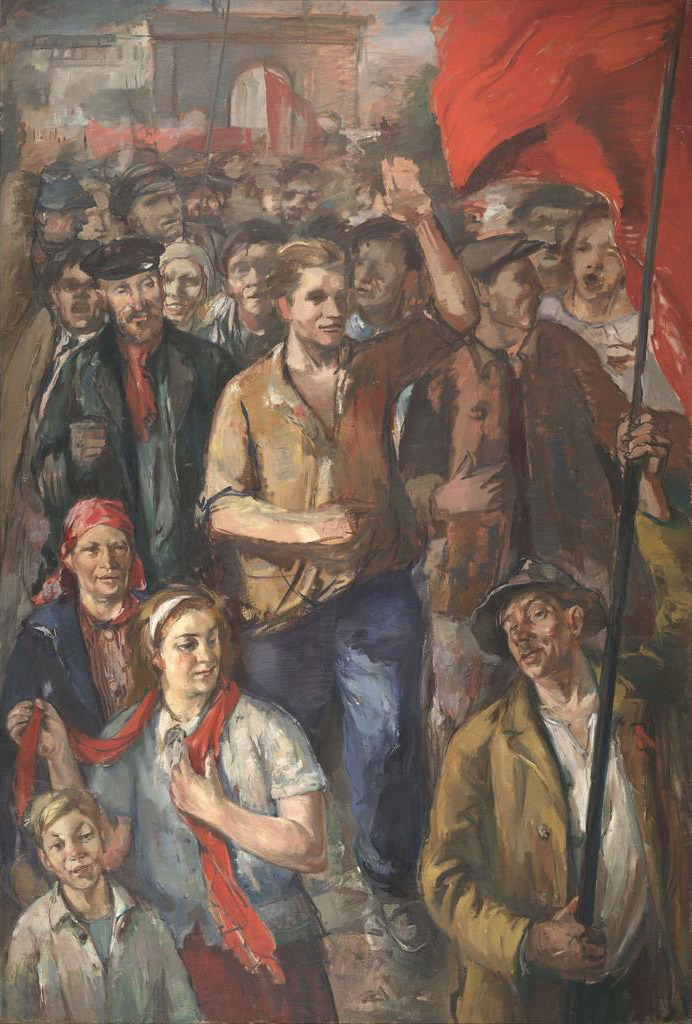
«Восстание трудящихся 21 июня 1940 года в Тарту»

Родился 19 августа (1 сентября) 1906 года в Таллине. После окончания школы с 1922 по 1926 год учился в Таллинском государственном художественно-промышленном училище. В 1926—1933 годах учился в Тарту в Высшей художественной школе «Паллас» у Адо Ваббе. Вместе с ним в художественной школе учились художники К. Лийманд, А. Бах, Н. Куммитс, Х. Мугасто, которые как и Йохани были сторонниками левых взглядов. Активно участвовал в художественных выставках как в Эстонии, так и за границей.
После начала Великой Отечественной войны принимал участие в обороне Тарту. Попал в плен и был казнён нацистами 18 августа 1941 года близ Тарту.

## Творчество
Манеру художника можно описать как «поэтический реализм», это направление в 1930-х годах было популярно во всём мире. Его также относят к представителям демократического направления в эстонском изобразительном искусстве. На творчество Йохани оказали влияние бельгийские реалисты. Он написал ряд жанровых, исторических композиций, портретов и пейзажей. Основной темой его творчества была бедная городская окраина. В конце 1930-х годов он стал писать более сложные массовые сцены. Среди его произведений «Гладильщицы белья» (1932, Тартуский художественный музей), «Портрет отца художника» (1940, Таллинский художественный музей). Последней работой Йохани стала картина «Восстание трудящихся 21 июня 1940 года в Тарту» (1941, Тартуский художественный музей) — это первая в эстонской живописи картина на тему революции.

## Семья
Жена: Хелена Александровна Йохани (1903—1999) — библиотековед, педагог, директор Государственной библиотеки Эстонской ССР.

## Память
В честь Андруса Йохани названа улица на окраине Тарту.